# Zdarzenie gospodarcze
Zdarzenie gospodarcze – każde zdarzenie (fakt, zjawisko) związane z prowadzoną działalnością gospodarczą przez jednostki.
pojęcie z zakresu rachunkowości oznaczające zdarzenia wywołane działalnością jednostki gospodarczej w zakresie zaopatrzenia, produkcji i sprzedaży dóbr i usług.
Zdarzenie gospodarcze, które:
- jest wyrażone wartościowo;
- ma wpływ na stan majątku bądź źródła jego finansowania;
- ma wpływ na wynik finansowy jednostki;
- powoduje zmiany zawsze dwóch składników (zapis podwójny), a zmiany te są równoczesne i równe co do wartości (zapis dwustronny i jednakowy)

jest operacją gospodarczą. 
Zdarzenie gospodarcze jest pojęciem szerszym niż operacja gospodarcza – każda operacja gospodarcza jest zdarzeniem gospodarczym, ale nie każde zdarzenie gospodarcze jest operacją gospodarczą. Zdarzenie gospodarcze pociąga za sobą określone operacje gospodarcze: np. podpisanie umowy z pracownikiem jest zdarzeniem gospodarczym, które w przyszłości spowoduje operację gospodarczą w postaci wypłaty wynagrodzenia. Zdarzenie gospodarcze, które nie jest operacją gospodarczą nie jest zaksięgowane.
| Operacje gospodarcze | Pozostałe zdarzenia gospodarcze |
| --- | --- |
| Wywołują zmiany w: - samych tylko aktywach (operacje aktywne), - samych pasywach (operacje pasywne), lub - aktywach i pasywach jednocześnie (operacje aktywno-pasywne).                                             | Nie wywołują bezpośrednio zmian ani w pasywach ani w aktywach. Jednak zdarzenia te mogą mieć w przyszłości wpływ na majątek i kapitał przedsiębiorstwa (np. zdarzenie gospodarcze w postaci wysłania zamówienia do dostawcy - w przyszłości, gdy zamówienie zostanie zrealizowane, jednostce powiększą się aktywa w postaci dostarczonego towaru i zwiększą pasywa - w postaci kredytu kupieckiego). |
| Są wyrażane wartościowo (w cenach) - np. operacja gospodarcza w postaci zakupu samochodu za gotówkę, zwiększa wartość środków trwałych o 40 000 zł oraz zmniejsza wartość gotówki na rachunku bankowym o 40 000 zł. | Nie są wyrażane wartościowo (są to np. przyjęte w przedsiębiorstwie normy, podpisane umowy o współpracy, itp.) |
| Podlegają obowiązkowi ewidencji księgowej | Nie są ewidencjonowane w księgach rachunkowych |
| Dokumentem je potwierdzającym jest dowód księgowy | Są dowolnie dokumentowane (np. poprzez umowę, list, e-mail) |
| Przykłady operacji gospodarczych | Przykłady pozostałych zdarzeń gospodarczych |
| 1. zakup maszyn, urządzeń, materiałów do produkcji 2. wypłata wynagrodzeń pracownikom 3. otrzymanie zapłaty za towar, otrzymanie darowizny 4. opłacenie podatku                                                     | 1. zawarcie umowy z nowym pracownikiem 2. umowa o założeniu konsorcjum 3. wyznaczenie norm zużycia materiałów w przedsiębiorstwie 4. otrzymanie zamówienia |